# Kenilworth (Warwickshire)
Kenilworth is een civil parish in het bestuurlijke gebied Warwick, in het Engelse graafschap Warwickshire. De plaats telt 22.413 inwoners.

## Geboren
- Basil Heatley (1933 - 2019), marathonloper
- Peter Marlow (1952 - 2016), fotograaf
- Tim Flowers (3 februari 1967), voetbaldoelman